# 運頓多吉白

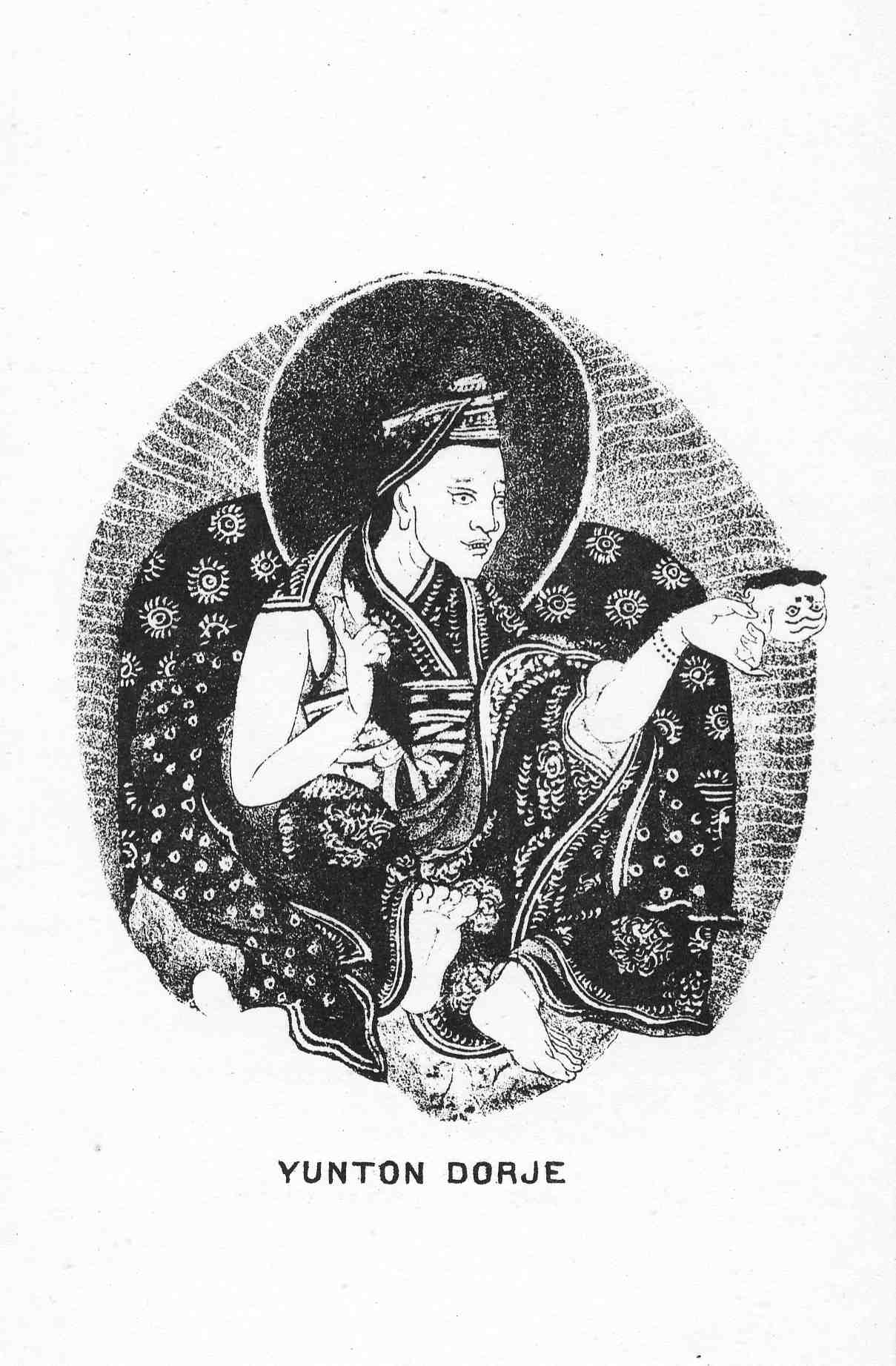
運頓多吉白尊者

運頓多吉白（英語：Yungton Dorje Pal，1284年—1365年），或譯作雍敦多吉白、雍頓·多傑貝，又稱為嘉華永東巴 （Gyalwa Yungtonpa），簡稱雍敦巴（Yungtonpa）。雍敦巴出生於西藏的南藏從宗都根莫（Tsongdu Gurmo）地區，一個寧瑪派行者的家中，自小勤學五明，深研大乘經論與密續諸藏，精通新舊派密法，為藏密寧瑪派著名高僧。雍敦巴從白瑪勒者栽承襲寧瑪派最高伏藏大圓滿秘訣部空行心髓（康卓寧提）法，從夏魯派布敦仁欽珠（1290年－1364年）得到時輪金剛檀陀羅傳承，被後世視為第一世班禪克主杰·格勒巴桑大師（1385年－1438年）的前生。雍敦巴同時也是噶瑪噶舉派教法的傳承持有者，為第三世噶瑪巴·讓炯多傑（1284年－1339年）的重要弟子，第四世噶瑪巴·若佩多傑（1340年－1383年）的傳法上師。元朝時期，為解連年旱災，雍敦巴奉詔進京求雨解旱，功力非凡。

## 運頓多吉白第五世
運頓多吉白第五世，法名嘎堵仁波切，修行精進，於二次第大圓滿法甚有成就，曾受至高的加持大法，灌頂傳法得以加持天界開頂現證泥丸道果，已得化身境，經藏密古法鑒別道量，已達初醒顫動金剛力，實為轉世再來人。仁波且是位慈悲利他，慚愧實修的長德，奉行觀世音菩薩大悲普施無畏的願力，多次於台灣舉辦大型的大悲千手觀音大壇法會，為台灣的國泰民安及世界和平領眾修法祈禱，與會者屢獲吉祥感應。

## 法承

### 上師
- 白瑪勒者栽
- 布敦仁欽珠
- 第三世噶瑪巴·讓炯多傑 [5]

### 弟子
- 第四世噶瑪巴·若佩多傑 [6]
- 噶·當巴得協·喜饒僧格[11]

## 著作
- 《密藏續明鏡疏》[12]
- 《顯密成佛有別》
- 《老實修行》[13]